# Виљем Тел (опера)
Виљем Тел (фр. Guillaume Tell, Italian: итал. Guglielmo Tell) је опера у четири чина италијанског композитора Ђоакина Росинија. Либрето је написао Виктор-Жозеф Етјен, по мотивима истоимене драме Фридриха Шилера. 
Ова опера је посебно позната по својој увертири која се често изводи као засебно музичко дело. 
Премијера опере „Виљем Тел” је била у Опери Ле Пелетје у Паризу 3. августа 1829. То је била последња опера коју је компоновао Ђоакино Росини. 

## Лица
- Виљем Тел
- Хедвига, Виљемва жена
- Жеми, њихов син
- Матилда, хабзбуршка принцеза
- Арнолд Мелхтал
- Мелхтал, Арнолдов отац
- Геслер, гувернер, Матилдин брат
- Валтер Фурст
- Родолф, капетан гарде
- Леутолд, пастир
- Руоди, рибар

## Време и место
Радња опере се дешава у Швајцарској у 13. веку.